# Jean Eichelberger Ivey
Jean Eichelberger Ivey (Estados Unidos, 3 de julio de 1923 - 2 de mayo de 2010) fue una compositora estadounidense que produjo un extenso y diverso catálogo de obras para solistas, de cámara, vocales y orquestales, con un innovador y "respetado composición electrónica".

## Trayectoria
Aunque su niñez estuvo en el entorno de la Gran Depresión y la pérdida de trabajo de su padre cuando era editor del anti-serial feminista "El Patriota de Mujer", Jean Eichelberger ganó una beca en Trinity Universidad en Washington, D.C. donde se graduó con su bachelor grado en 1944. Posteriormente, consiguió ser maestra en grados por su trabajo de piano de Peabody Conservatory, composición del Eastman Escuela de Música, y su Doctorado de la Universidad de Toronto en 1972.
Fundó el Peabody Estudio de Música Electrónica en 1967, y enseñó composición y música electrónica en el Instituto Peabody hasta su jubilación. La mayoría de sus trabajos de electrónica están compuestos para los medios mixtos que incluyen voz e instrumentos acústicos. La Orquesta Sinfónica de Baltimore estrenó dos de sus trabajos que combinan cinta con orquesta, y su música ha sido grabada en el CRI, Smithsonian Folkways Recordings y Grenadilla etiquetas. Sus editores incluyen Boosey y Hawkes, Carl Fischer, Inc. y E.C. Schirmer.
Ivey está incluida en el Grove Dictionary of Music and Musicians y Quién es Quién en América. Es también tema, durante media hora, en el documental preparado en Washington: Una Mujer Es... Un Compositor. Sus premios incluyen una Beca Guggenheim, dos becas de la Dotación Nacional para las Artes, la ASCAP otorga desde entonces 1972, el premio Peabody de Reconocimiento del director, y el Premio Peabody Alumni.
En sus composiciones ideales, Ivey escribió: "considero todos los recursos musicales del pasado y presente, cuando siendo en la eliminación del compositor, pero siempre en el servicio de la comunicación eficaz de ideas humanísticas y emoción intuitiva."
Su mucha composición notable el alumnado incluye Michael Setos, Carlos Sanchez-Gutiérrez, Geoffrey Dorian Wright, Richard Dudas, McGregor Boyle, Vivian Adelberg Rudow, Lynn F. Kowal y Daniel Crozier.